# Трикутник (музичний інструмент)
Трикутник (італ. triangolo) — ударний музичний інструмент у вигляді зігнутого трикутником сталевого пруту (діаметр 8-10 мм), який вільно підвішують та вдаряють по ньому металевою паличкою. Звук трикутника — невизначеної висоти, дзвінкий, блискучий і в той же час ніжний.
Розрізняють малий (довжина основи — 150 мм), середній (200 мм) та великий (250 мм).
На трикутнику можна виконувати як окремі ритмічні удари, так і тремоло (швидке чергування ударами паличкою по сторонах трикутника).
Походження трикутника достеменно невідомо, але зображення та описи музикознавців 16-17 ст. свідчать про те, що цей інструмент був відомий в Європі вже в ті часи. Початково трикутник пристосовувався переважно в воєнній музиці, пізніше (з кінця 19 ст.) — також і в симфонічній.